# Dị tật nhiều ngón ở mèo

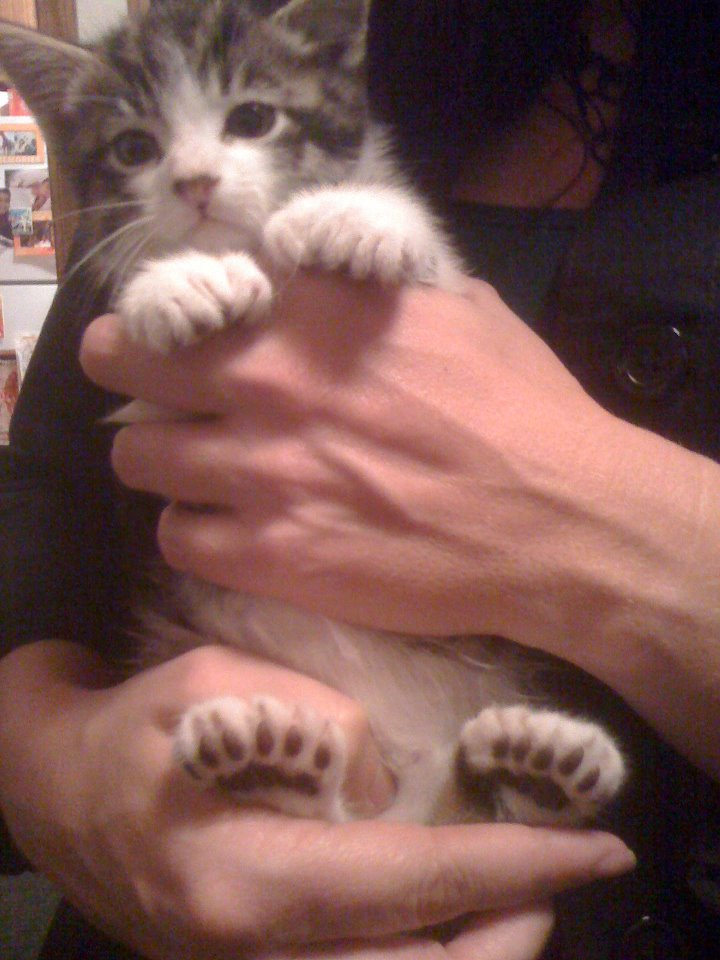
Mèo con bị dị tật ngón chân, có số ngón là 23

Dị tật nhiều ngón ở mèo là một dạng bất thường bẩm sinh, (có nhiều thuật ngữ trong tiếng Anh để miêu tả dị tật này: polydactyl, polydactyly, polydactylism hoặc còn được gọi là hyperdactyly), khiến cho con mèo được sinh ra với số lượng ngón chân bất bình thường trên một hoặc nhiều bàn chân của nó. Mèo có đặc điểm di truyền di truyền này thường được tìm thấy ở khu vực địa lý dọc theo bờ biển phía Đông của Bắc Mỹ (ở Hoa Kỳ và Canada) và ở Tây Nam nước Anh và xứ Wales.

## Đại cương
Mèo bình thường có tổng cộng 18 ngón chân, với năm ngón chân trên mỗi chân trước, và bốn ngón chân trên mỗi chân sau; mèo bị dị tật nhiều ngón có thể có đến 8ngón châm trên một bàn chân trước và/hoặc sau của chúng. Jake, một con mèo bị dị tật bẩm sinh nhiều ngón ở Canada và Paws, một con mèo bị dị tật bẩm sinh nhiều ngón tại Hoa Kỳ, được công nhận bởi Sách Kỷ lục Thế giới Guinness vì chúng có số ngón chân cao nhất trên một cá thể mèo, lên đến 28 ngón. Việc dị tật ngón chân khiến cho số ngón chân của mèo nhiều hơn bình thường, và chủ yếu nằm trong số từ 4 đến 7 ngón trên một bàn chân. Dị tật nhiều ngón trên bàn chân mèo thường chỉ được tìm thấy trên bàn chân trước, rất hiếm khi một con mèo chỉ có bàn chân sau bị tật này và việc có tất cả bốn bàn chân bị dị tật nhiều ngón thậm chí còn hiếm hơn.